# Блоха собачья

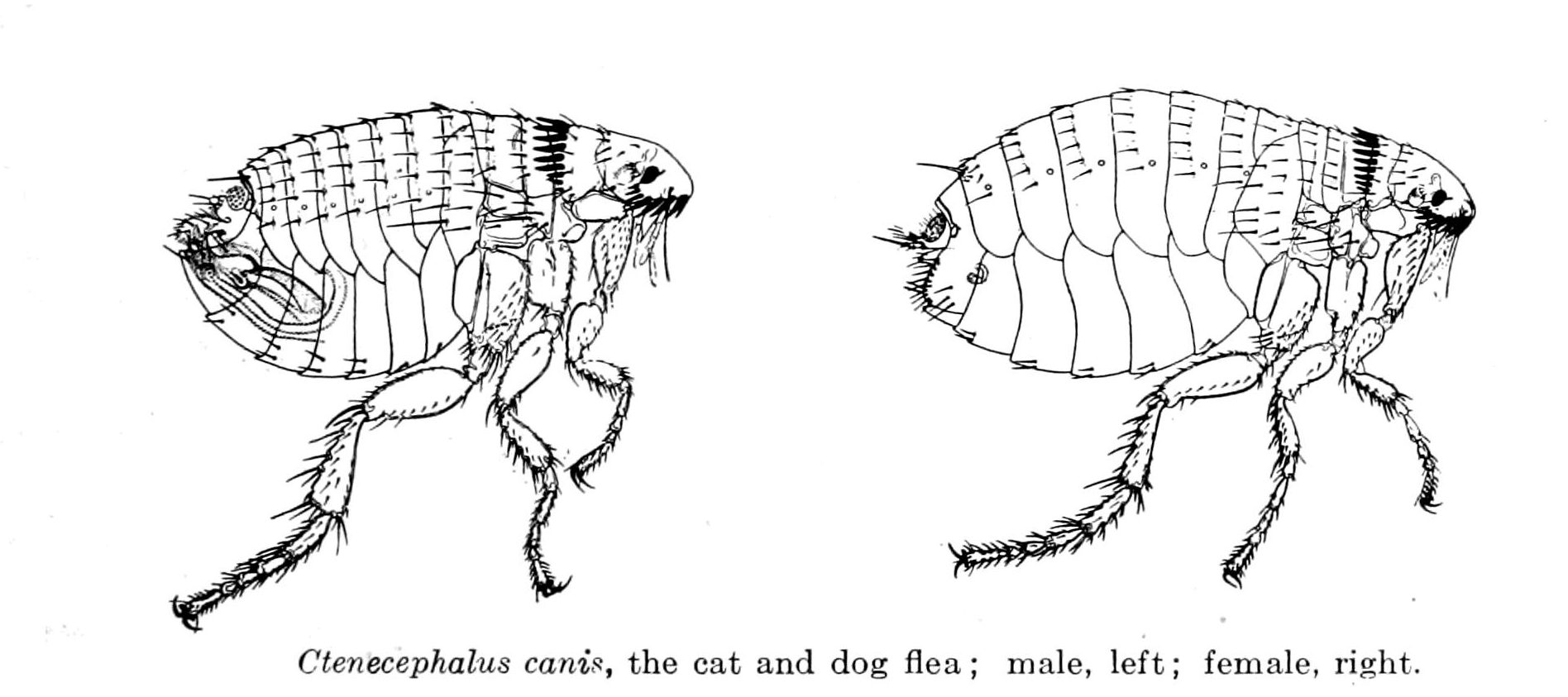
Половой диморфизм собачьей блохи: самец (слева) и самка

Блоха собачья (лат. Ctenocephalides canis) — вид блох из семейства Pulicidae (Archaeopsyllinae). Встречается повсеместно. Опасный паразит собак, кошек, грызунов, человека и других животных, укусами могут вызывать ктеноцефалёз. Переносчик плоских червей Dipylidium caninum (Linnaeus, 1758) (дипилидиоз), трипаносом Leptomonas ctenocephali (Fantham) Woodcock, 1914 и других паразитических организмов. Также могут хранить возбудителей чумы, палочки проказы, крысиного риккетсиоза и марсельской лихорадки.

## Описание
Длина тела — от 0,75 до 5 мм, у самок с яйцами длина может достигать 16 мм. Взрослые блохи питаются кровью (ротовой аппарат колюще-сосущего типа), развиваются в шерсти животных или в подстилке, личинки питаются растительными остатками, испражнениями. Развитие происходит круглогодично, одно поколение развивается в нормальных условиях за 25 дней, суммарная продолжительность жизни до 1,5 лет.
Тело с боков сплюснуто и покрыто многочисленными направленными назад волосками, щетинками и гребнями из плоских зубчиков. Лоб крутой и у самок, и у самцов. Задние ноги прыгательные. Между средней и апикальной группой шпор на заднем крае задней голени расположено не менее двух толстых щетинок. Хоботок короткий. Не менее трёх щетинок находится на метэпистерне. Яйца мелкие (до 0,5 мм) белого цвета. Личинки червеобразные (до 5 мм), безглазые, состоят из 13 сегментов (десяти брюшных и трёх грудных), трижды линяют. Куколки коричневые, неподвижные. Близкий вид кошачья блоха (Ctenocephalides felis; имаго) отличается следующими признаками: коротким хоботком, пологим лбом (особенно у самок), у самца рукоятка половой клешни слабо расширяется к переднему концу, сравнительно небольшими стигмами брюшных тергитов. Сроки развития различных стадий собачьей блохи зависят от внешних условий. При оптимальных условиях (температура от +18 до +24 °C и влажность более 60 %) могут жить от 3 месяцев до 1,5 лет: яйцо (развивается от 3 до 14 дней), личинка (от 12 до 142 дней), куколки могут переживать неблагоприятные условия до года (от 10 до 354 дней), имаго (до 1,5 лет).
Вид был впервые описан в 1826 году британским энтомологом Джоном Кёртисом (1791—1862).